# Seznam krátkých literárních prací Arthura C. Clarka
V tomto seznamu kratších příběhů Arthura C. Clarka jsou uvedeny vydané novely, novelety a povídky (plus české sbírky) seřazené podle data vydání.

## Sbírky
České sbírky, podle data svého 1. vydání.
- Oceánem hvězd (1962, Státní nakladatelství krásné literatury a umění)
- Zpráva o třetí planetě (1982, Práce), sestaveno z anglických sbírek The Billion Names of God, The Wind from the Sun a The Other Side of the Sky.
- Hlídka (1994, Knižní klub)
- Zkazky z planety Země (1996, Knižní klub), podle anglické sbírky Tales from Planet Earth, vydané v roce 1990.
- Historky od Bílého jelena (2001, Polaris), podle anglického originálu Tales from the White Hart, vydaného roku 1957.
- Devět miliard božích jmen (2002, Baronet), vychází z originálů The Nine billion Names of God z roku 1967 a The Wind from the Sun z 1972.
- Směr času (2002, Polaris)
- Výprava na Zemi (2007, Baronet), přeloženo z anglického originálu Expedition to Earth z roku 1953.
- Povídky z deseti světů (2007, Baronet)
- Odvrácená strana nebe (2008, Baronet)

## Díla
Novely, novelety a povídky, podle data jejich prvotního anglického vydání.

### Novely
1. Lev z Comarre (1945) - angl. The Lion of Comarre
2. Setkání s medúzou (1971) - angl. A Meeting with Medusa

### Povídky a novelety
1. „Cestujte po drátě!“ (1937) - angl. „Travel by Wire!“
2. „Jak jsme byli na Marsu“ (1938) - angl. „How We Went to Mars“
3. „Ústup ze Země“ (1938) - angl. „Retreat from Earth“
4. „The Awakening“ (1942)
5. „Úlet“ (1942) - angl. „Whacky“
6. „Skulina“ (1946) - angl. „Loophole“
7. „Záchranný oddíl“ (1946) - též „Záchranná výprava“, angl. „Rescue Party“
8. „Technická chyba“ (1946) - angl. „Technical Error“ nebo „The Reversed Man“
9. „Vyvržený“ (1947) - angl. „Castaway“
10. „Odkaz“ (1947) - angl. „Inheritance“
11. „Nightfall“ (1947) - angl. též „The Curse“
12. „Ohně v hlubinách“ (1947) - angl. „The Fires Within“[1]
13. „Mez odolnosti“ (1949) - též „Mez pevnosti“, angl. „Breaking Strain“ nebo „Thirty Seconds - Thirty Days“
14. „The Forgotten Enemy“ (1949)
15. „Střílejte veverky“ (1949) - angl. „Hide-and-Seek“
16. „Výprava na Zemi“ (1949) - angl. „History Lesson“ nebo „Expedition to Earth“
17. „Pomíjivost“ (1949) - angl. „Transience“
18. „Stěna z temnoty“ (1949) - angl. „The Wall of Darkness“
19. „Anděl strážný“ (1950) - angl. „Guardian Angel“
20. „Nemesis“ (1950) - angl. „Nemesis“ nebo „Exile of the Eons“
21. „Silnice k moři“ (1950[2]) - angl. „The Road to the Sea“ nebo „Seeker of the Sphinx“
22. „Směr času“ (1950) - angl. „Time's Arrow“
23. „Cesta tmou“ (1950) - angl. „A Walk in the Dark“
24. „Ticho, prosím“ (1950) - angl. „Silence Please!“ nebo „Silence Please“
25. „Všechen čas na světě“ (1951) - též „Všechen čas světa“, angl. „All the Time in the World“
26. „Světlo Země“ (1951) - povídka rozšířená do románu Světlo Země z roku 1955, - angl. „Earthlight“
27. „Dovolená na Měsíci“ (1951) - angl. „Holiday on the Moon“
28. „Kdybych na tebe zapomněl, Země“ (1951) - angl. „If I Forget Thee, Oh Earth“
29. „Druhý úsvit“ (1951) - angl. „Second Dawn“
30. „Hlídka“ (1951) - angl. „The Sentinel“
31. „Převaha“ (1951) - angl. „Superiority“
32. „Trampoty s domorodci“ (1951) - též „Létající talíř kapitána Wyxtpthlla“, angl. „Trouble with the Natives“ nebo „Captain Wyxtpthll's Flying Saucer“
33. „Na úsvitu věků“ (1953) - angl. „Encounter in the Dawn“ nebo „Encounter at Dawn“
34. „Jupiter V“ (1953) - též „Jupiter Pět“ nebo „Jupiter pět“, angl. „Jupiter Five“ nebo „Jupiter V“
35. „Devět miliard božích jmen“ (1953) - angl. „The Nine Billion Names of God“
36. „Ten druhý tygr“ (1953) - angl. „The Other Tiger“
37. „Parazit“ (1953) - angl. „The Parasite“
38. „Posedlí“ (1953) - angl. „The Possessed“
39. „Reklamní kampaň“ (1953) - angl. „Publicity Campaign“
40. „Reverie“ (1953) - angl. „Reverie“
41. „Zbrojní horečka“ (1954) - též „Závody ve zbrojení“, angl. „Armaments Race“
42. „Hluboké pastviny“ (1954) - angl. „The Deep Range“
43. „Muž, který přeoral moře“ (1954[2]) - též „Muž, který oral moře“, angl. „The Man Who Ploughed the Sea“
44. „Čtvrtý den“ (1954) - též „Žádné další ráno“, angl. „No Morning After“
45. „Patent v jednání“ (1954) - angl. „Patent Pending“ nebo „The Invention“
46. „Země Jeho Veličenstva“ (1954[3]) - též „Uprchlík“, též „Útočiště“, angl. „Refugee“ nebo též „Royal Prerogative“, též „This Earth of Majesty“
47. „Hvězda“ (1955) - angl. „The Star“
48. „Co vystoupá nahoru...“ (1955) - angl. „What Goes Up“ nebo „What Goes Up...“
49. „Vše, co se třpytí“ - angl. 1956 pod názvem „IV: All That Glitters“, 1957 jako „All That Glitters“[4]
50. „Lov na velkou zvěř“ (1956) - angl. „Big Game Hunt“ nebo „The Reckless Ones“
51. „Měsíční zahradník“ (1956[5]) - angl. „Green Fingers“ nebo „Death Strikes Surov“
52. „Pacifista“ (1956) - angl. „The Pacifist“
53. „Otázka trvalého pobytu“ (1956[6]) - angl. „A Question of Residence“
54. „Kterak se Hercules Keating v orchidej proměnil“ (1956[7]) - též „Bázlivá orchidej“, angl. „The Reluctant Orchid“
55. „Profesor Robin Hood“ (1956[8]) - též „Robin Hood“, angl. „Robin Hood, F.R.S.“
56. „Startovní čára“ (1956[2]) - angl. „The Starting Line“
57. „Vesmír jako promítací plátno“ (1956[9]) - angl. „Watch this Space“ nebo „V: Watch this Space“, též „Who Wrote That Message to the Stars? ...in Letters a Thousand Miles Long?“
58. „Druhá strana oblohy“ (1957) - angl. „The Other Side of the Sky“
  - „Spěšná zásilka“ (1957[10]) - angl. „Special Delivery“
  - „Opeřený přítel“ (1957) - angl. „Feathered Friends“
  - „Zhluboka se nadechněte“ (1957[11]) - též „Zhluboka se nadechni“, angl. „Take a Deep Breath“
  - „Svoboda vesmíru“ (1957[12]) - též „Kosmická volnost“, angl. „Freedom of Space“
  - „Kolemjdoucí“ (1957[13]) - angl. „Passer-by“
  - „Volání hvězd“ (1957[14]) - angl. „The Call of the Stars“
59. „Studená válka“ (1957) - angl. „Cold War“
60. „Kritická hmota“ (1957) - angl. „Critical Mass“
61. „Defenestrace Ermitrudy Inchové“ (1957) - angl. „The Defenestration of Ermintrude Inch“
62. „Budiž světlo“ (1957) - angl. „Let There Be Light“
63. „Hybný duch“ (1957) - angl. „Moving Spirit“
64. „Příští nájemníci“ (1957) - též „Příští vlastníci“, angl. „The Next Tenants“
65. „Bezpečnostní opatření“ (1957) - angl. „Security Check“
66. „Šípková Růženka“ (1957) - angl. „Sleeping Beauty“ nebo „The Case of the Snoring Heir“
67. „Zpěvy vzdálené Země“ (povídka, 1957[7]) - angl. „The Songs of Distant Earth“
68. „Dokonalá melodie“ (1957) - angl. „The Ultimate Melody“
69. „Vesmírný Casanova“ (1958) - angl. „Cosmic Casanova“
70. „Lehký případ úžehu“ (1958) - též „Případ mírného úžehu“, angl. „A Slight Case of Sunstroke“ nebo též „The Stroke of the Sun“
71. „Ze slunce zrození“ (1958[7]) - též „Ze Slunce zrozeni“, angl. „Out of the Sun“
72. „Kdo je tam? (1958) - též „Strašidelný skafandr“, angl. „Who's There?“ nebo též „The Haunted Spacesuit“
73. „Vykročiv z kolébky, navěky obíhá...“ (1959) - angl. „Out of the Cradle, Endlessly Orbiting...“ nebo „Out of the Cradle“
74. „V kometě“ (1960) - angl. „Into the Comet“ nebo též „Inside the Comet“
75. „Vzpomínám na Babylon“ (1960[7]) - též „Vzpomínám si na Babylon“, angl. „I Remember Babylon“
76. „Léto na Ikaru“ (1960) - angl. „Summertime on Icarus“ nebo též „The Hottest Piece of Real Estate in the Solar System“
77. „Případ s časem“ (1960) - angl. „Trouble with Time“ nebo „Crime on Mars“
78. „Dřív než nastal ráj“ (1961[7]) - angl. „Before Eden“
79. „Smrt a senátor“ (1961[7]) - angl. „Death and the Senator“
80. „Božský pokrm“ (1961) - angl. „The Food of the Gods“
81. „Nenávist“ (1961[7]) - angl. „Hate“ nebo „At the End of the Orbit“
82. „Buď nás spojí láska“ (1961) - angl. „Love that Universe“
83. „Východ Saturnu“ (1961[7]) - angl. „Saturn Rising“
84. „Opička v domě“ (1962) - angl. „An Ape About the House“
85. „Psí hvězda“ (1962[7]) - angl. „Dog Star“ nebo „Moondog“
86. „Maelström II“ (1962) - angl. „Maelstrom II“
87. „Zářící“ (1962) - angl. The „Shining Ones“
88. „Poslední rozkaz“ (1963) - angl. „The Last Command“
89. „Záznam“ (1963) - angl. „Playback“
90. „Tajemství“ (1963) - angl. „The Secret“ nebo „The Secret of the Men in the Moon“
91. „The Light of Darkness“ (1964)
92. „Sluneční vítr“ (1964[7]) - angl. „Sunjammer“ nebo „The Wind from the Sun“
93. „...A ozve se Frankenstein“ (1965[7]) - též „Halo, tady Frankenstein“, angl. „Dial F for Frankenstein“
94. „Nejdelší vědeckofantastický příběh, který kdy byl vyprávěn“ (1966[7]) - angl. „The Longest Science-Fiction Story Ever Told“ nebo též „A Recursion in Metastories“
95. „Kruté nebe“ (1966) - angl. „The Cruel Sky“
96. „Křížová výprava“ (1966) - angl. „Crusade“
97. „Vážený pán Herbert George Morley Roberts Wells“ (1967) - angl. „Herbert George Morley Roberts Wells, Esq.“
98. „Neutron Tide“ (1970)
99. „Přechod Země“ (1971[7]) - angl. „Transit of Earth“
100. „When the Twerms Came“ (1972)
101. „Karanténa“ (1977) - angl. „Quarantine“
102. „siseneG“ (1984)[15] - obráceně Genesis
103. „O zlatých mořích“ (1986) - angl. „On Golden Seas“
104. „Parní slovotvorný stroj“ (1986) - angl. „The Steam-Powered Word Processor“
105. „Kladivo boží“ (1992) - angl. „The Hammer of God“
106. „Drátěné kontinuum“ (1997) - angl. „The Wire Continuum“ (spolu se Stephenem Baxterem)
107. „Žádná škoda sousedů“ (1999) - angl. „Improving the Neighbourhood“